# Разенов Микола Петрович
Разе́нов Микола Петрович (*1903, присілок Дондикар — †?) — удмуртський державний діяч.

## Біографія
Микола Петрович народився в присілку Дондикар Понінської волості Глазовського повіту (сучасний Глазовський район Удмуртії). Закінчив Удмуртську вищу комуністичну сільськогосподарську школу. До 1923 року працював у господарстві батька, потім був курсантом Вотської обласної радянсько-партійної школи І ступеня. 1924 року став завідувачем Бурановської хати-читальні. Потім знову повернувся до господарства батька. У період 1925—1926 років займався ліквідацією неграмотності Ліво-Куш'їнського опорно-інструкторського лікпункту Ігринського району. Потім знову повернувся на батьківщину. 1927 року став курсантом Вотської радянсько-партійної школи ІІ ступеня. З 1931 року був редактор районної газети «Колхоз сюрес». У період 1933—1937 років Разенов був студентом, викладачем політекономії та завідувачем підготовчого відділення Удмуртської вищої комуністичної сільськогосподарської школи. До 1939 року тимчасово виконував обов'язки редактора газети «Удмурт коммуна».

## Політична діяльність
Разенов як політик обіймав такі посади:
- пропагандист Кезького районного комітету ВКП(б) (1929-1931)
- голови Верховної ради Удмуртської АРСР (25 липня 1937 — 7 серпня 1938)